# Ploho
 (mars 2021).
Ploho est un groupe post-punk russe de Novossibirsk, formé en 2013.

## Histoire
Le groupe a été créé à Novossibirsk en 2013. Dans une entrevue avec le magazine en ligne Post-Punk.com le groupe a cité le fait de grandir dans la « période plutôt froide et sombre » du « crime total et du chaos » de la Russie dans les années 1990 comme attirant les membres du groupe vers la musique punk dès leur plus jeune âge. Le plus influent du groupe à cette époque était le groupe post-punk soviétique des années 1980, Kino.
En 2018, la radio américaine XRAY.fm a répertorié l'album du groupe Kouda ptitsy ouletayout oumirat (en russe : Куда птицы улетают умирать) dans leur classement des 25 meilleurs albums de l'année,.
En juin 2020, le groupe a signé avec le label canadien Artoffact Records, sortant son premier album sous le label : Fantomniye chuvstva (russe : Фантомные Чувства) en février 2021, que le groupe a enregistré lors de quarantaine liée à la pandémie de Covid-19.

## Albums studio
| An   | Titre original             |
| ---- | -------------------------- |
| 2014 | Смирение и отрицание       |
| 2014 | Добрая песня               |
| 2016 | Культура доминирования     |
| 2016 | Тот, кто гасит свет        |
| 2016 | Болевые места              |
| 2016 | Хотеть тепла               |
| 2017 | Бумажные бомбы             |
| 2017 | Молодость                  |
| 2018 | Куда птицы улетают умирать |
| 2019 | Пыль                       |
| 2021 | Фантомные Чувства          |
| 2022 | Когда душа спит            |
| 2024 | Почва                      |

## Apparition dansIsaac
Le groupe a fait une apparition dans le film Isaac du réalisateur lituanien Jurgis Matulevičius. Ils sont venus en tant que groupe pendant une scène et jouent leurs chansons Crosses et Down,.

## Voir également
- Buerak
- Molchat Doma